# Ludwig Suthaus
Ludwig Suthaus (Colonia, 12 dicembre 1906 – Berlino, 7 settembre 1971) è stato un tenore eroico tedesco.

## Biografia
Nato a Colonia, Suthaus era apprendista muratore quando fu scoperto il suo talento per il canto. All'età di diciassette anni iniziò a studiare canto nella sua città natale. Il suo insegnante, Julius Lenz, inizialmente lo considerò un baritono, ma nel 1928 Suthaus debuttò come tenore ad Aquisgrana nel ruolo di Walther von Stolzing ne I maestri cantori di Norimberga di Richard Wagner. Dal 1932 al 1941 fu ingaggiato a Stoccarda, ma nel 1942 fu licenziato perché si rifiutò di aderire al partito nazista.

Suthaus ottenne successivamente un nuovo contratto all'Opera di Stato di Berlino. Dopo la guerra, nel 1949, passò dall'Opera di Stato, allora con sede a Berlino Est, alla Städtische Oper di Berlino Ovest, dove rimase fino alla fine della sua carriera.

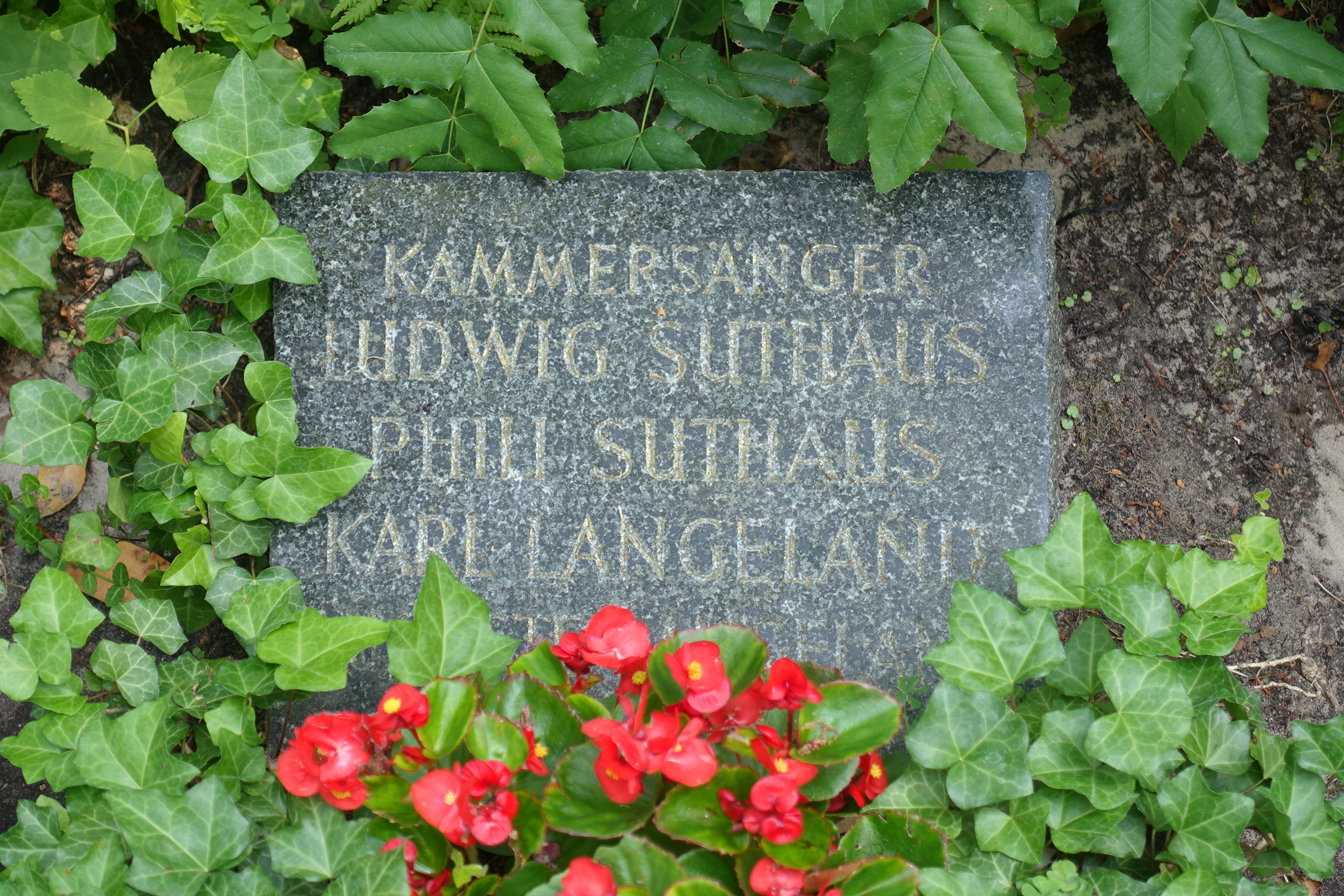
Tomba di Ludwig Suthaus

Dalla fine degli anni '40, Suthaus apparve regolarmente alla Wiener Staatsoper e come ospite alla Royal Opera House Covent Garden, al Teatro alla Scala, all'Opéra Garnier, a Stoccarda, all'Opera di Stato della Baviera di Monaco, alla San Francisco Opera e all'Opera di Amburgo.
A partire dal 1943 si esibì regolarmente al Festival di Bayreuth, dove cantò Loge in L'oro del Reno, Siegmund in La Valchiria e Walther von Stolzing in I maestri cantori di Norimberga, che fu registrato (1943) con la direzione di Hermann Abendroth.
Suthaus fu uno dei cantanti preferiti di Wilhelm Furtwängler verso la fine della vita di quest'ultimo. Con Furtwängler, Suthaus cantò (Berlino, 1947) e registrò Tristano e Isotta (1952); L'anello del Nibelungo nel ruolo di Siegfried (1953); e La Valchiria nel ruolo di Siegmund (1954), l'ultima registrazione operistica di Furtwängler.

Dovette abbandonare improvvisamente la carriera a seguito di un incidente stradale e morì a Berlino all'età di 64 anni.

## La voce
Per alcuni la voce di Ludwig Suthaus non aveva l'energia vocale di Lauritz Melchior, ma risultava malinconica; tuttavia, quando era necessario, non mancava di una profonda espressività lirica. Non era considerato un eroe giovanile, ma era in grado di dare il meglio di sé quando interpretava personaggi tormentati. Ai suoi tempi non era apprezzato quanto i suoi contemporanei Max Lorenz o Ramón Vinay.
Oggi la sua interpretazione di Tristano e Isotta nella registrazione di Furtwängler è considerata una delle migliori mai registrate, insieme a quelle di Melchior, Windgassen e Jon Vickers.

## Le registrazioni
Registrazionii scelte:
- Wagner, I maestri cantori di Norimberga, Paul Schöffler, Friedrich Dalberg, Erich Kunz, Fritz Krenn, Ludwig Suthaus (Walther), Erich Witte, Hilde Scheppan, Camilla Kallab – Hermann Abendroth, direttore: Festival di Bayreuth, 16 luglio 1943 (Preiser 90174 4CD mono)
- Wagner, Tristano e Isotta, Ludwig Suthaus (Tristano), Gottlob Frick, Margarete Bäumer, Karl Wolfram, Erna Westenberger – Franz Konwitschny, direttore: Orchestra del Gewandhaus di Lipsia, 21-23 ottobre 1950 (Walhall Eternity Series WLCD 0118 3CD mono)
- Wagner, Tristano e Isotta, Ludwig Suthaus (Tristano), Kirsten Flagstad, Blanche Thebom, Josef Greindl, Dietrich Fischer-Dieskau, Rudolf Schock – Wilhelm Furtwängler, direttore: Philharmonia Orchestra, Londra, 10-21 e 23 giugno 1952 (EMI Classics 58587326 4CD mono)
- Richard Wagner, L'anello del Nibelungo, nel ruolo di Siegfried, RAI, 1953, Wilhelm Furtwängler.